# Acer arcticum
Acer arcticum é uma espécie de árvore do gênero Acer, pertencente à família Aceraceae.